# 親衛隊第10軍
党卫军第10军（德语：Generalkommando X. SS-Armeekorps 或 Gruppe Krappe）是第二次世界大战期间德國在东线部署的武装党卫军军级司令部。